# Бюрсінель
Бюрсінель (фр. Bursinel) — громада  в Швейцарії в кантоні Во, округ Ньйон.

## Географія
Громада розташована на відстані близько 105 км на південний захід від Берна, 28 км на південний захід від Лозанни.
Бюрсінель має площу 1,8 км², з яких на 15,6% дозволяється будівництво (житлове та будівництво доріг), 73,3% використовуються в сільськогосподарських цілях, 11,1% зайнято лісами, 0% не є продуктивними (річки, льодовики або гори).

## Демографія
2019 року в громаді мешкало 473 особи (-1,3% порівняно з 2010 роком), іноземців було 23,9%. Густота населення становила 266 осіб/км².
За віковим діапазоном населення розподілялося таким чином: 23,9% — особи молодші 20 років, 59,2% — особи у віці 20—64 років, 16,9% — особи у віці 65 років та старші. Було 176 помешкань (у середньому 2,7 особи в помешканні).
Із загальної кількості 95 працюючих 24 було зайнятих в первинному секторі, 6 — в обробній промисловості, 65 — в галузі послуг.